# Biurrun-Olcoz
Biurrun-Olcoz (en euskera Biurrun-Olkotz) es un municipio español de la Comunidad Foral de Navarra, situado en la Merindad de Pamplona, en la comarca de Puente la Reina, en el Valdizarbe o valle de Izarbe y a 18 km de la capital de la comunidad, Pamplona. Su población en 2024 fue de 236 habitantes INE.
El municipio está compuesto por dos concejos: Biurrun donde se encuentra la capital del municipio y Olcoz. Además también se encuentran otros tres lugares habitados dentro del concejo de Biurrun: Biurrun, estación Biurrun-Campanas y Fundación Ondarra.
Este municipio nació en la década de 1920 por la fusión de los municipios de Biurrun y Olcoz, que pasaron a ser concejos del nuevo municipio.
Inicialmente adscrita a la zona no vascófona por la Ley Foral 18/1986, en 2017 el Parlamento navarro aprobó el paso de Biurrun-Olcoz a la Zona mixta de Navarra.

## Símbolos
El escudo de armas del municipio de Biurrun-Olcoz tiene el siguiente blasón:

Trae de gules y una cepa en su color natural surmontada de una cruz de malta de oro.

## Geografía
El municipio de Biurrun-Olcoz está situado en la parte central de la Comunidad Foral de Navarra dentro de la Zona Media de Navarra y el Valdizarbe. Su capital, Biurrun está a una altitud de 602 m s. n. m.. 
Su término municipal tiene una superficie de 15,69 km² y limita al norte con el municipio de Galar, al este con los de Tiebas-Muruarte de Reta y Unzué, al sur con el de Barásoain y al oeste con los de Tirapu y Ucar.

## Organización territorial
El municipio se divide en las siguientes entidades de población, según el nomenclátor de población publicado por el INE (Instituto Nacional de Estadística). Los datos de población se refieren a 
2024
| Entidad de Población      | Pob. (2024) |
| ------------------------- | ----------- |
| Biurrun                   | 179         |
| Olcoz                     | 41          |
| Estación Biurrun-Campanas | 3           |
| Fundación Ondarra         | 0           |

## Demografía
Biurrun-Olcoz cuenta con una población de 236 habitantes (INE 2024).
| Gráfica de evolución demográfica de Biurrun-Olcoz entre 1930 y 2021 |
| |
| Población de derecho según los censos de población del INE Población de hecho según los censos de población del INEEntre el censo de 1930 y el anterior, aparece este municipio porque se fusionan los municipios 31502 (Biurrun) y 31506 (Olcoz) |